# Shirley Mason
Shirley Mason, nascida Leonie Flugrath, (6 de junho de 1900 – 27 de julho de 1979) foi uma atriz estadunidense da era do cinema mudo. Ela atuou em 109 filmes entre os anos 1910 e 1920.

## Biografia
Ela e suas duas irmãs, Edna e Virginia (Viola Dana), iniciaram suas carreiras no teatro, através da insistência de sua mãe. Mason atuou, aos 9 anos, ainda sob o nome Leonie Flugrath, na peça da Broadway The Barber of New Orleans, produzida por William Faversham e que foi representada entre 15 de janeiro de 1909 e 5 de fevereiro de 1909, com 27 apresentações.

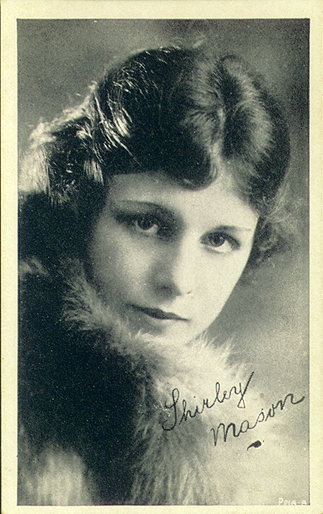
Card de Shirley Mason, em 1917.

Mason estreou nas telas aos 10 anos, no curta-metragem de 11 minutos A Christmas Carol, e aos 11 anos fez o filme The Threshold of Life (1911), ainda sob o nome Leonie Flugrath. Como atriz infantil, ela não estava em demanda muito alta, teve pequenos papeis em curta-metragens, e só em 1915 interpretou um papel mais promissor, no filme Vanity Fair. em que interpretou a personagem principal, Becky Sharp, em criança. Acredita-se que apenas a partir de 1916 tenha adotado o nome Shirley Mason. Em 1917, sua carreira teve um grande avanço, e foi lançada em treze filmes só nesse ano, com o papel-título no filme The Awakening of Ruth. Mason continuou sua carreira através dos anos 1920, e no filme de 1929, The Flying Marine, atuou em seu último papel, ao lado de sua irmã Viola Dana, perfazendo um total de 109 filmes entre os anos 1910 e 1929.

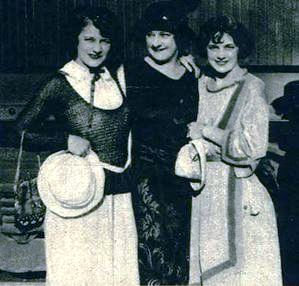
As três irmãs Flugrath - Virginia, Edna e Shirley -, em 1922

As irmãs Flugrath eram um talentoso trio, e as três gratificaram o mundo teatral com seus trabalhos na indústria do cinema mudo. Edna Flugrath era a filha mais velha, nascida em 1893, e a única irmã a manter o nome original, ao entrar no mundo cinematográfico. Virginia, que mais tarde mudou seu nome para Viola Dana, nasceu em 1897, seguida pela mais jovem, Leonie, que um dia seria Shirley Mason. A mãe das irmãs Flugrath foi quem idealizou suas carreiras de palco e em tenra idade, matriculou-as em aulas de dança. As irmãs passaram sua infância em turnês com empresas em Coney Island, Elks Clubs e outros meios.
Eventualmente, o sonho da mãe se realizou, e as três irmãs foram contratadas pelo Edison Studios. Viola conheceu seu marido, John Collins, no Edison Studios, e o jovem diretor e a atriz tornaram-se uma equipe de sucesso, marido e mulher. Edna também conheceu seu futuro marido no Studios, e quando Harold Shaw saiu para abrir a primeira empresa de filme britânico, Edna acompanhou-o e logo depois se tornou sua esposa. Shirley tinha aparecido em vários filmes e também conheceu ali seu futuro marido, Bernard Durning. Durning foi ator e diretor e, apesar de oito anos mais velho que ela, os dois  casaram-se quando Mason tinha apenas 16 anos de idade. Mason e Durning tiveram um casamento muito feliz, ele dirigia filmes no leste e Shirley atuava neles. Tudo foi bem até 1923, quando Bernard contraiu febre tifoide e faleceu, deixando Shirley viúva aos 22 anos. Mason casou mais uma vez em 8 de fevereiro de 1927, com o diretor Sidney Lanfield. Os dois permaneceram casados até Lanfield morrer de ataque cardíaco, em 1972. Sepultada no Westwood Village Memorial Park Cemetery.

## Filmografia parcial

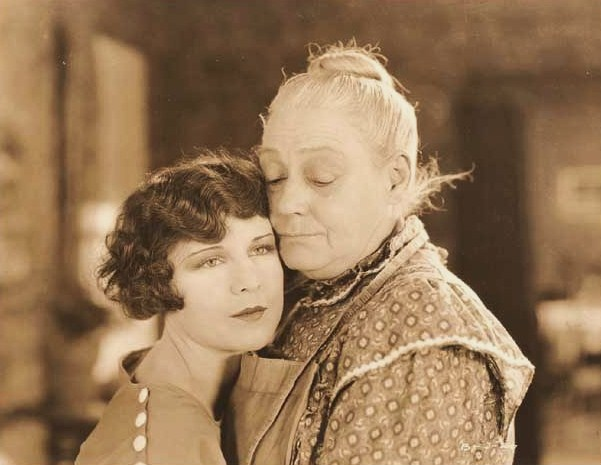
Shirley Mason e Josephine Crowell em “Lights of the Desert”, em 1922.

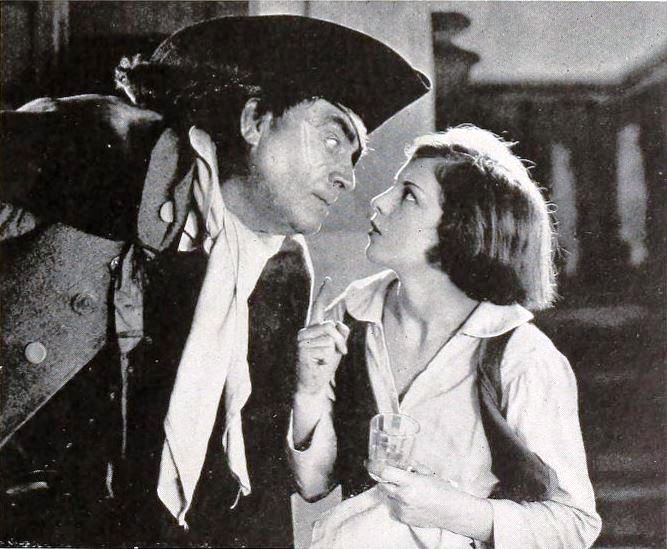
Cena do filme Treasure Island (1920), com Lon Chaney e Shirley Mason

- A Christmas Carol (1910)
- Treasure Island (1920) (como Jim)
- Jackie (1921) (1921)
- Little Miss Smiles (1922)
- Lights of Desert (1922)[6]
- My Husband's Wives (1924)
- Lord Jim (1925)
- Desert Gold (1926)
- Let It Rain (1927)
- Vultures of the Sea (1928)
- Anne Against the World (1929)
- The Show of Shows (1929)